# Championnat de France masculin de handball 2018-2019
Navigation
Starligue 2017-2018 Starligue 2019-2020
Le championnat de France masculin de handball 2018-2019 est la soixante-septième édition de cette compétition et la troisième sous la dénomination de Lidl Starligue. Il s'agit du plus haut niveau du championnat de France de ce sport.
Quatorze clubs participent à cette édition de la compétition, les douze premiers du précédent championnat ainsi que deux clubs promus de Proligue, le champion de France (Istres Provence Handball) et le vainqueur des barrages d'accession (Pontault-Combault Handball).
Le Paris Saint-Germain remporte son sixième championnat de France, le cinquième consécutif, et devance le Montpellier Handball. Le Chambéry Savoie Mont-Blanc, troisième et vainqueur de la Coupe de France, et l'USAM Nîmes Gard, cinquième et qualifié pour la coupe d'Europe pour la première fois depuis 1994, ont réalisé un bon championnat tandis que le HBC Nantes, quatrième, et le Saint-Raphaël VHB, septième, ont vécu une saisons plus compliquée que les précédentes.
En bas du classement, le Cesson Rennes MHB est relégué en D2 après 10 saisons en D1 en compagnie du Pontault-Combault Handball, promu en début de saison.

## Modalités

### Calendrier
Les principales dates du calendrier du championnat sont :
- 1er et 2 septembre 2018 : Trophée des champions
- 5 et 6 septembre 2018 : 1re journée du championnat
- 7 et 8 septembre 2018 : premier tour de la Coupe de la Ligue (Paris, Nantes, Montpellier et Saint-Raphaël exemptés).
- 15 et 16 décembre 2018 : entrée des clubs en Coupe de France (16e de finale)
- 19 et 20 décembre 2018 : 13e journée du championnat (fin des matchs aller)
- du 21 décembre au 12 février 2019 : trêve internationale (Championnat du monde)
- 16 et 17 mars 2019 : Final-Four de la Coupe de la Ligue
- 25 mai 2019 : finale de la Coupe de France
- 5 juin 2019 : 26e et dernière journée du championnat.

### Clubs participants
| \| Aix-en-P. Nîmes Chambéry Montpellier Dunkerque Istres Saint- · Raphaël Nantes Cesson-Sévigné Toulouse Paris Pontault-C Ivry Tremblay \| Localisation des clubs engagés dans le championnat. |
| Aix-en-P. Nîmes Chambéry Montpellier Dunkerque Istres Saint- · Raphaël Nantes Cesson-Sévigné Toulouse Paris Pontault-C Ivry Tremblay                                                           |

Légende des couleurs
- Phase de groupes de la Ligue des champions 2018-2019
- Qualifié pour la Coupe de l'EHF 2018-2019
- Promu de Proligue 2017-2018

| Club                                | Classement 2017-2018 | Entraîneur              | Salle                                                                          | Capacité théorique | Saisons en D1 |
| ----------------------------------- | -------------------- | ----------------------- | ------------------------------------------------------------------------------ | ------------------ | ------------- |
| Paris Saint-Germain Handball        | 1er                  | Raúl González Gutiérrez | Stade Pierre-de-Coubertin                                                      | 4 016              | 31e           |
| Montpellier Handball                | 2e                   | Patrice Canayer         | Palais des sports René-Bougnol Sud de France Arena                             | 3 000 9 853        | 24e           |
| Handball Club de Nantes             | 3e                   | Thierry Anti            | Palais des sports de Beaulieu Hall XXL du Parc des expositions de la Beaujoire | 5 450 11 000       | 11e           |
| Saint-Raphaël Var Handball          | 4e                   | Joël da Silva           | Palais des sports Jean-François-Krakowski                                      | 2 000              | 13e           |
| Pays d'Aix Université Club handball | 5e                   | Jérôme Fernandez        | Aréna du Pays d'Aix                                                            | 6 004              | 07e           |
| Dunkerque Handball Grand Littoral   | 6e                   | Patrick Cazal           | Stades de Flandres                                                             | 2 500              | 28e           |
| Fenix Toulouse Handball             | 7e                   | Philippe Gardent        | Palais des sports André-Brouat                                                 | 3 751              | 23e           |
| USAM Nîmes Gard                     | 8e                   | Franck Maurice          | Le Parnasse                                                                    | 4 191              | 32e           |
| Chambéry Savoie Mont-Blanc Handball | 9e                   | Érick Mathé             | Le Phare - Grand Chambéry                                                      | 4 500              | 25e           |
| Union sportive d'Ivry               | 10e                  | Sébastien Quintallet    | Gymnase Auguste-Delaune                                                        | 1 500              | 61e           |
| Tremblay-en-France Handball         | 11e                  | Benjamin Braux          | Palais des sports                                                              | 1 020              | 13e           |
| Cesson Rennes Métropole Handball    | 12e                  | Christian Gaudin        | Palais des sports de la Valette Glaz Arena                                     | 1 400 4 500        | 010e          |
| Istres Provence HB                  | 1er (D2)             | Gilles Derot            | Halle polyvalente                                                              | 2 000              | 019e          |
| Pontault-Combault Handball          | 2e (D2)              | Chérif Hamani           | Espace Boisramé                                                                | 1 300              | 012e          |

### Modalités de classement et de qualifications européennes
La Lidl Starligue est organisée en une poule unique de 14 clubs avec matchs aller - retour. Une équipe marque 2 points pour une victoire, 1 point pour un match nul et 0 point pour une défaite. Le titre de champion de Lidl Starligue est attribué à l'équipe qui obtient le plus de points à l'issue de la saison. Les 2 équipes les moins bien classées à l'issue de la saison sont reléguées en Proligue.
En cas d'égalité entre deux ou plusieurs équipes à l'issue de la compétition, leur classement est établi en tenant compte des facteurs suivants :
1. Le nombre de points à l'issue de la compétition dans les rencontres ayant opposé les équipes à égalité entre elles ;
2. La différence entre les buts marqués et les buts encaissés dans les rencontres ayant opposé les équipes à égalité entre elles ;
3. Le plus grand nombre de buts marqués à l'extérieur dans les rencontres ayant opposé les équipes à égalité entre elles ;
4. La différence entre les buts marqués et les buts encaissés sur l'ensemble des rencontres de la compétition ;
5. Le plus grand nombre de buts marqués sur l'ensemble des rencontres de la compétition ;
6. Le plus grand nombre de buts marqués à l'extérieur sur l'ensemble des rencontres de la compétition ;
7. tirage au sort effectué par la Commission d'Organisation des Compétitions.

Conformément au règlement de la Fédération européenne de handball (EHF), la première place de la France au Coefficient EHF conduit aux modalités de qualification en coupes d'Europe suivantes pour la saison 2018/2019 :
- Le champion de France est qualifié en Ligue des champions,
- Le deuxième et le troisième du championnat et les vainqueurs de la Coupe de la Ligue et de la Coupe de France sont qualifiés en Coupe de l'EHF. Si le vainqueur d'une de ces deux coupes est déjà qualifié via le championnat, cette place qualificative est réattribuée selon le classement du championnat (au quatrième, etc.). Ainsi, la quatrième et cinquième place du championnat sont finalement qualificatives du fait que le Paris Saint-Germain, vainqueur de la Coupe de la Ligue, est également champion de France et que le Chambéry Savoie Mont-Blanc Handball, vainqueur de la  Coupe de France, est assuré de terminer parmi les 5 premiers du championnat.

Les quatre clubs qualifiés pour la Coupe de l'EHF ont la possibilité de déposer un dossier auprès de l'EHF pour obtenir une place en Ligue des champions, l'EHF statuera lors d'un comité exécutif sur la qualification de ces équipes pour cette dernière. De même, les clubs non qualifiés peuvent déposer un dossier auprès de l'EHF pour obtenir une place en Coupe de l'EHF.

## Budgets et salaires
Le budget et la masse salariale des clubs de D1, exprimée en millions d'Euros, est :
| Clubs                               | Budgets  | Budgets         | Budgets   | Budgets  | Masse salariale | Masse salariale |
| Clubs                               | 2018-19  | Évolution       | Évolution | 2017-18  | 2018-19         | %               |
| ----------------------------------- | -------- | --------------- | --------- | -------- | --------------- | --------------- |
| Paris Saint-Germain Handball        | 17,06 M€ | en diminution   | -4 %      | 17,70 M€ | 10,1 M€         | 59,3 %          |
| Montpellier Handball                | 7,63 M€  | en augmentation | 1 %       | 7,52 M€  | 3,6 M€          | 47,1 %          |
| Handball Club de Nantes             | 6,77 M€  | en augmentation | 12 %      | 5,96 M€  | 3,5 M€          | 52,4 %          |
| Pays d'Aix Université Club handball | 6,58 M€  | en augmentation | 4 %       | 6,31 M€  | 2,5 M€          | 37,3 %          |
| Saint-Raphaël Var Handball          | 4,20 M€  | en augmentation | 0 %       | 4,18 M€  | 2,7 M€          | 63,5 %          |
| Dunkerque Handball Grand Littoral   | 4,09 M€  | en augmentation | 2 %       | 4,01 M€  | 2,2 M€          | 52,7 %          |
| Chambéry Savoie Mont Blanc Handball | 3,85 M€  | en diminution   | -2 %      | 3,94 M€  | 2,0 M€          | 52,5 %          |
| Tremblay-en-France Handball         | 3,77 M€  | en diminution   | -7 %      | 4,04 M€  | 2,1 M€          | 55,9 %          |
| Fenix Toulouse Handball             | 3,64 M€  | en diminution   | -2 %      | 3,71 M€  | 2,0 M€          | 55,5 %          |
| USAM Nîmes Gard                     | 3,54 M€  | en augmentation | 6 %       | 3,32 M€  | 1,8 M€          | 51,6 %          |
| Cesson Rennes Métropole Handball    | 3,30 M€  | en augmentation | 23 %      | 2,55 M€  | 1,7 M€          | 50,7 %          |
| Union sportive d'Ivry               | 2,79 M€  | en diminution   | -4 %      | 2,89 M€  | 1,6 M€          | 56,4 %          |
| Istres Provence Handball            | 2,10 M€  | en augmentation | 23 %      | 1,62 M€  | 1,2 M€          | 56,8 %          |
| Pontault-Combault Handball          | 1,80 M€  | en augmentation | 41 %      | 1,07 M€  | 0,8 M€          | 45,6 %          |
| Budget moyen                        | 5,18 M€  | en augmentation | 3 %       | 5,01 M€* | 2,7 M€          | 53,1 %          |
| Budget moyen (hors PSG)             | 4,19 M€  | en augmentation | 4 %       | 4,03 M€* | 2,1 M€          | 51,2 %          |

*Les moyennes 2017-2018 sont celles calculées pour la saison 2017-2018, et non pas la moyenne des budgets 2017-2018 des clubs de cette saison.

## Compétition

### Classement
|    | Équipe                       | Pts | J  | G  | N | P  | Bp  | Bc  | Diff |
| -- | ---------------------------- | --- | -- | -- | - | -- | --- | --- | ---- |
| 1  | Paris Saint-Germain T L      | 49  | 26 | 24 | 1 | 1  | 855 | 656 | 199  |
| 2  | Montpellier Handball S       | 43  | 26 | 21 | 1 | 4  | 740 | 666 | 74   |
| 3  | Chambéry SMB HB C            | 41  | 26 | 20 | 1 | 5  | 738 | 655 | 83   |
| 4  | HBC Nantes                   | 39  | 26 | 19 | 1 | 6  | 800 | 710 | 90   |
| 5  | USAM Nîmes Gard              | 36  | 26 | 17 | 2 | 7  | 747 | 720 | 27   |
| 6  | Pays d'Aix UC                | 28  | 26 | 14 | 0 | 12 | 697 | 666 | 31   |
| 7  | Saint-Raphaël VHB            | 25  | 26 | 11 | 3 | 12 | 766 | 744 | 22   |
| 8  | Fenix Toulouse               | 23  | 26 | 10 | 3 | 13 | 757 | 763 | -6   |
| 9  | Tremblay-en-France Handball  | 22  | 26 | 9  | 4 | 13 | 712 | 774 | -62  |
| 10 | Dunkerque HGL                | 19  | 26 | 8  | 3 | 15 | 639 | 663 | -24  |
| 11 | Istres Provence HB P         | 14  | 26 | 6  | 2 | 18 | 676 | 756 | -80  |
| 12 | US Ivry                      | 10  | 26 | 4  | 2 | 20 | 653 | 741 | -88  |
| 13 | Cesson Rennes MHB            | 9   | 26 | 3  | 3 | 20 | 599 | 727 | -128 |
| 14 | Pontault-Combault Handball P | 6   | 26 | 3  | 0 | 23 | 649 | 787 | -138 |

Ligue des champions 2019-2020
- Champion et qualifié
- Invité sur dossier

Coupe de l'EHF 2019-2020
- Qualifié
- Invité sur dossier

Relégation en Proligue 2019-2020
- Relégué

Classement officiel
Abréviations
- T : Tenant du titre 2018
- P : Promus de Proligue
- C : Vainqueur de la Coupe de France
- L : Vainqueur de la Coupe de la Ligue
- S : Vainqueur du Trophée des champions

### Évolution du classement
- Leader du classement

| PSG | PSG | PSG | Nantes | Nantes | Nantes | Nantes | Chamb. | Chamb. | Chamb. | N. | PSG | PSG | PSG | PSG | PSG | PSG | PSG | PSG | PSG | PSG | PSG | PSG | PSG | PSG | PSG |
|     |     |     |        |        |        |        |        |        |        |    |     |     |     |     |     |     |     |     |     |     |     |     |     |     |     |
| 01  | 02  | 03  | 04     | 05     | 06     | 07     | 08     | 09     | 10     | 11 | 12  | 13  | 14  | 15  | 16  | 17  | 18  | 19  | 20  | 21  | 22  | 23  | 24  | 25  | 26  |

- Journée par journée

| Club              | 1  | 2  | 3  | 4  | 5  | 6  | 7  | 8  | 9  | 10 | 11 | 12 | 13 | 14 | 15 | 16 | 17 | 18 | 19 | 20 | 21 | 22 | 23 | 24 | 25 | 26 |
| ----------------- | -- | -- | -- | -- | -- | -- | -- | -- | -- | -- | -- | -- | -- | -- | -- | -- | -- | -- | -- | -- | -- | -- | -- | -- | -- | -- |
| Aix               | 11 | 8  | 7  | 9  | 7  | 9  | 9  | 9  | 10 | 10 | 9  | 8  | 8  | 6  | 6  | 6  | 6  | 6  | 6  | 6  | 6  | 6  | 6  | 6  | 6  | 6  |
| Cesson            | 12 | 13 | 12 | 8  | 10 | 10 | 10 | 10 | 9  | 9  | 10 | 10 | 11 | 11 | 11 | 11 | 11 | 12 | 12 | 12 | 12 | 12 | 13 | 13 | 13 | 13 |
| Chambéry          | 5  | 5  | 5  | 2  | 2  | 2  | 2  | 1  | 1  | 1  | 2  | 4  | 4  | 4  | 5  | 5  | 5  | 5  | 5  | 5  | 5  | 5  | 3  | 3  | 3  | 3  |
| Dunkerque         | 8  | 10 | 11 | 7  | 9  | 8  | 7  | 7  | 7  | 7  | 8  | 9  | 9  | 9  | 9  | 8  | 9  | 10 | 10 | 10 | 10 | 10 | 10 | 10 | 10 | 10 |
| Istres            | 7  | 6  | 10 | 13 | 13 | 12 | 11 | 13 | 14 | 14 | 14 | 14 | 14 | 14 | 14 | 14 | 14 | 13 | 13 | 13 | 13 | 13 | 12 | 11 | 11 | 11 |
| Ivry              | 14 | 9  | 8  | 10 | 11 | 11 | 12 | 11 | 11 | 11 | 12 | 12 | 12 | 12 | 12 | 12 | 12 | 11 | 11 | 11 | 11 | 11 | 11 | 12 | 12 | 12 |
| Montpellier       | 4  | 3  | 3  | 5  | 5  | 4  | 5  | 5  | 5  | 5  | 5  | 3  | 3  | 3  | 3  | 3  | 2  | 3  | 3  | 3  | 3  | 3  | 2  | 2  | 2  | 2  |
| Nantes            | 2  | 2  | 2  | 1  | 1  | 1  | 1  | 2  | 2  | 2  | 1  | 2  | 2  | 2  | 2  | 2  | 3  | 2  | 2  | 2  | 2  | 2  | 4  | 4  | 4  | 4  |
| Nîmes             | 6  | 4  | 4  | 4  | 4  | 5  | 4  | 4  | 4  | 4  | 4  | 5  | 5  | 5  | 4  | 4  | 4  | 4  | 4  | 4  | 4  | 4  | 5  | 5  | 5  | 5  |
| Paris SG          | 1  | 1  | 1  | 3  | 3  | 3  | 3  | 3  | 3  | 3  | 3  | 1  | 1  | 1  | 1  | 1  | 1  | 1  | 1  | 1  | 1  | 1  | 1  | 1  | 1  | 1  |
| Pontault-Combault | 13 | 14 | 14 | 14 | 14 | 14 | 14 | 12 | 12 | 12 | 13 | 13 | 13 | 13 | 13 | 13 | 13 | 14 | 14 | 14 | 14 | 14 | 14 | 14 | 14 | 14 |
| St-Raphaël        | 9  | 11 | 13 | 11 | 8  | 7  | 6  | 6  | 6  | 6  | 6  | 6  | 6  | 7  | 7  | 7  | 7  | 7  | 8  | 8  | 7  | 7  | 7  | 7  | 7  | 7  |
| Toulouse          | 10 | 12 | 9  | 12 | 12 | 13 | 13 | 14 | 13 | 13 | 11 | 11 | 10 | 10 | 10 | 10 | 8  | 8  | 7  | 7  | 9  | 8  | 9  | 9  | 8  | 8  |
| Tremblay          | 3  | 7  | 6  | 6  | 6  | 6  | 8  | 8  | 8  | 8  | 7  | 7  | 7  | 8  | 8  | 9  | 10 | 9  | 9  | 9  | 8  | 9  | 8  | 8  | 9  | 9  |

Légende
- Leader (1re place)
- Qualification européenne (2e à 5e place)
- Places de relégable (13e et 14e places)
- Champion de France

Remarque : le match Montpellier-Paris (24-32) comptant pour la 9e journée a été joué entre les 12e et la 13e journée. L'incidence au classement n'apparait donc qu'après cette 13e journée.

### Matchs
| Résultats (dom.\ext.)                                      | Aix   | CesR  | Chamb | Dunk  | Istres | Ivry  | Montp | Nant  | Nîm   | PSG   | PontC | St-Ra | Toul  | Trem  |
| Pays d'Aix UC                                              |       | 33-21 | 25-26 | 24-22 | 27-26  | 30-19 | 19-23 | 25-29 | 25-21 | 20-29 | 35-18 | 31-29 | 26-24 | 33-26 |
| Cesson Rennes MHB                                          | 21-28 |       | 18-28 | 22-22 | 20-23  | 26-23 | 24-30 | 23-34 | 23-30 | 19-29 | 22-17 | 21-30 | 29-29 | 26-30 |
| Chambéry SMB HB                                            | 30-23 | 31-22 |       | 25-23 | 34-21  | 24-23 | 22-29 | 24-26 | 28-27 | 21-30 | 28-18 | 31-31 | 35-27 | 34-31 |
| Dunkerque HGL                                              | 26-24 | 25-17 | 24-30 |       | 23-23  | 25-21 | 22-23 | 25-28 | 25-27 | 23-27 | 30-26 | 29-27 | 22-28 | 24-24 |
| Istres Provence HB                                         | 25-24 | 26-30 | 24-28 | 28-23 |        | 35-30 | 30-31 | 32-35 | 23-27 | 24-31 | 28-27 | 22-28 | 22-27 | 25-25 |
| US Ivry                                                    | 23-25 | 18-18 | 22-32 | 28-30 | 29-20  |       | 17-22 | 24-32 | 29-34 | 24-37 | 29-22 | 31-34 | 28-29 | 28-28 |
| Montpellier Handball                                       | 26-23 | 34-29 | 24-22 | 25-24 | 33-27  | 30-32 |       | 26-25 | 33-27 | 24-32 | 32-23 | 30-26 | 36-27 | 30-24 |
| HBC Nantes                                                 | 28-29 | 29-28 | 29-33 | 20-19 | 39-31  | 33-29 | 31-28 |       | 33-36 | 29-30 | 34-24 | 33-33 | 31-27 | 38-25 |
| USAM Nîmes Gard                                            | 32-31 | 24-19 | 27-32 | 27-25 | 27-26  | 25-20 | 24-25 | 25-30 |       | 28-28 | 34-30 | 30-28 | 33-30 | 32-26 |
| Paris Saint-Germain                                        | 31-27 | 29-20 | 26-22 | 30-23 | 44-29  | 38-21 | 33-26 | 34-29 | 41-29 |       | 38-25 | 32-29 | 36-30 | 30-25 |
| Pontault-Combault Handball                                 | 28-29 | 28-22 | 22-28 | 28-27 | 29-22  | 28-29 | 26-30 | 22-32 | 27-31 | 23-39 |       | 27-32 | 27-30 | 27-31 |
| Saint-Raphaël VHB                                          | 24-28 | 29-27 | 28-30 | 28-18 | 32-30  | 27-24 | 24-32 | 24-29 | 25-26 | 33-31 | 40-28 |       | 31-33 | 33-29 |
| Fenix Toulouse                                             | 29-24 | 36-26 | 28-30 | 30-31 | 26-28  | 29-25 | 29-34 | 25-32 | 29-29 | 30-35 | 30-25 | 29-29 |       | 31-36 |
| Tremblay-en-France Handball                                | 30-29 | 32-26 | 27-30 | 23-29 | 27-26  | 28-27 | 24-24 | 28-32 | 29-35 | 23-34 | 25-24 | 33-32 | 23-35 |       |
| - Victoire à domicile - Match nul - Victoire à l'extérieur |       |       |       |       |        |       |       |       |       |       |       |       |       |       |

## Statistiques et récompenses

### Meilleurs handballeurs de la saison
| Genty Gensheimer Tournat Melić Hansen Sagosen Richardson Meilleur joueur : Melvyn Richardson Meilleur espoir : Kyllian Villeminot Meilleur entraîneur : Érick Mathé Meilleur défenseur : Karl Konan |
| Équipe-type du Championnat 2018-2019 |
| Genty Gensheimer Tournat Melić Hansen Sagosen Richardson Meilleur joueur : Melvyn Richardson Meilleur espoir : Kyllian Villeminot Meilleur entraîneur : Érick Mathé Meilleur défenseur : Karl Konan |

La liste des nommés pour les Trophées LNH 2019 a été dévoilé le 22 mai. Pour établir les lauréats, 35% du vote de tous les joueurs de LNH, 35% du vote des entraîneurs, 15% de celui du public et 15% de celui de la Presse quotidienne régionale sont pris en compte
L'équipe-type a été révélée le 30 mai, tandis que le choix du meilleur joueur, du meilleur espoir et de l'entraîneur de l'année est annoncé le vendredi 7 juin lors d'une soirée de gala à Paris..
| Catégorie                                                  | Joueur                                    | Catégorie              | Joueur                                     |
| Meilleur joueur : Melvyn Richardson (Montpellier Handball) |                                           |                        |                                            |
| Meilleur gardien de but                                    | Yann Genty (Chambéry SMB HB)              | Meilleur défenseur     | Karl Konan (Pays d'Aix UCH)                |
| Meilleur gardien de but                                    | Rodrigo Corrales (Paris Saint-Germain)    | Meilleur défenseur     | Quentin Dupuy (USAM Nîmes Gard)            |
| Meilleur gardien de but                                    | Rémi Desbonnet (USAM Nîmes Gard)          | Meilleur défenseur     | Pierre Paturel (Chambéry SMB HB)           |
| Meilleur ailier gauche                                     | Uwe Gensheimer (Paris Saint-Germain)      | Meilleur ailier droit  | Fahrudin Melić (Chambéry SMB HB)           |
| Meilleur ailier gauche                                     | Raphaël Caucheteux (Saint-Raphaël VHB)    | Meilleur ailier droit  | Mohammad Sanad (USAM Nîmes Gard)           |
| Meilleur ailier gauche                                     | Valero Rivera (HBC Nantes)                | Meilleur ailier droit  | Ferrán Solé (Fenix Toulouse)               |
| Meilleur arrière gauche                                    | Mikkel Hansen (Paris Saint-Germain)       | Meilleur arrière droit | Melvyn Richardson (Montpellier Handball)   |
| Meilleur arrière gauche                                    | Alejandro Costoya (Chambéry SMB HB)       | Meilleur arrière droit | Valentin Porte (Montpellier Handball)      |
| Meilleur arrière gauche                                    | Elohim Prandi (USAM Nîmes Gard)           | Meilleur arrière droit | Nedim Remili (Paris Saint-Germain)         |
| Meilleur demi-centre                                       | Sander Sagosen (Paris Saint-Germain)      | Meilleur pivot         | Nicolas Tournat (HBC Nantes)               |
| Meilleur demi-centre                                       | Nicolas Claire (HBC Nantes)               | Meilleur pivot         | Branko Kankaras (Istres Provence Handball) |
| Meilleur demi-centre                                       | Aymeric Minne (Pays d'Aix UCH)            | Meilleur pivot         | Johannes Marescot (Chambéry SMB HB)        |
| Meilleur espoir                                            | Kyllian Villeminot (Montpellier Handball) | Meilleur entraîneur    | Érick Mathé (Chambéry SMB HB)              |
| Meilleur espoir                                            | Aleksa Kolaković (Saint-Raphaël VHB)      | Meilleur entraîneur    | Raúl González Gutiérrez (Paris S-G)        |
| Meilleur espoir                                            | Dragan Pechmalbec (HBC Nantes)            | Meilleur entraîneur    | Franck Maurice (USAM Nîmes Gard)           |
| Meilleur espoir                                            | Reinier Taboada (Dunkerque HGL)           | Meilleur entraîneur    | -                                          |
| Meilleur espoir                                            | Gaël Tribillon (Fenix Toulouse)           | Meilleur entraîneur    | -                                          |

### Élection du joueur du mois
Chaque mois, l'Association des joueurs professionnels de handball (AJPH) désigne trois joueurs parmi lesquels les internautes élisent le meilleur du mois en championnat :
| Mois      | Joueur                                            | Autres nommés                                     | Autres nommés                                     |
| --------- | ------------------------------------------------- | ------------------------------------------------- | ------------------------------------------------- |
| Septembre | Nicolas Tournat (56 %, HBC Nantes)                | Yann Genty (25 %, Chambéry SMB HB)                | Nedim Remili (19 %, Paris Saint-Germain)          |
| Octobre   | Niko Mindegia (39 %, Chambéry SMB HB)             | Raphaël Caucheteux (31 %, Saint-Raphaël VHB)      | Jean-Jacques Acquevillo (30 %, Cesson Rennes)     |
| Novembre  | Nicolas Claire (55 %, HBC Nantes)                 | Melvyn Richardson (30 %, Montpellier Handball)    | Mikkel Hansen (15 %, Paris Saint-Germain)         |
| Décembre  | Yassine Idrissi (56 %, Fenix Toulouse Handball)   | Melvyn Richardson (35 %, Montpellier Handball)    | Mikkel Hansen (9 %, Paris Saint-Germain)          |
| Janvier   | non décerné du fait du Championnat du monde 2019. | non décerné du fait du Championnat du monde 2019. | non décerné du fait du Championnat du monde 2019. |
| Février   | Yann Genty (43 %, Chambéry SMB HB)                | Melvyn Richardson (39 %, Montpellier Handball)    | Markus Olsson (19 %, Fenix Toulouse Handball)     |
| Mars      | Aymeric Minne (60 %, Pays d'Aix UC)               | Yoel Cuni Morales (23 %, US Ivry)                 | Sander Sagosen (17 %, Paris Saint-Germain)        |
| Avril     | Quentin Minel (51 %, Chambéry SMB HB)             | Uwe Gensheimer (26 %, Paris Saint-Germain)        | Baptiste Butto (23 %, Dunkerque HGL)              |

### Meilleurs buteurs
Au terme du championnat, les meilleurs buteurs sont :
| #  | Joueur             | Club                 | Buts / Tirs | % Tir   | MJ | BPM  | Ch.       | 7m      |
| -- | ------------------ | -------------------- | ----------- | ------- | -- | ---- | --------- | ------- |
| 1  | Raphaël Caucheteux | Saint-Raphaël VHB    | 179 / 238   | 75,21 % | 26 | 6,88 | 104 / 152 | 75 / 86 |
| 2  | Melvyn Richardson  | Montpellier Handball | 162 / 241   | 67,22 % | 26 | 6,23 | 108 / 174 | 54 / 67 |
| 3  | Mohammad Sanad     | USAM Nîmes Gard      | 159 / 210   | 75,71 % | 26 | 6,12 | 98 / 133  | 61 / 77 |
| 4  | Fahrudin Melić     | Chambéry SMB HB      | 146 / 197   | 74,11 % | 26 | 5,62 | 83 / 114  | 63 / 83 |
| 5  | Morten Vium        | US Ivry              | 138 / 187   | 73,80 % | 26 | 5,31 | 68 / 98   | 70 / 89 |
| 6  | Valero Rivera      | HBC Nantes           | 136 / 183   | 74,32 % | 23 | 5,91 | 77 / 112  | 59 / 71 |
| 7  | Mikkel Hansen      | Paris Saint-Germain  | 130 / 191   | 68,06 % | 25 | 5,20 | 100 / 158 | 30 / 33 |
| 8  | Aymeric Minne      | Pays d'Aix UC        | 129 / 214   | 60,28 % | 26 | 4,96 | 116 / 199 | 13 / 15 |
| 9  | Nedim Remili       | Paris Saint-Germain  | 126 / 212   | 59,43 % | 25 | 5,04 | 122 / 204 | 4 / 8   |
| 10 | Baptiste Butto     | Dunkerque HGL        | 121 / 182   | 66,48 % | 26 | 4,65 | 61 / 101  | 60 / 81 |

### Meilleurs gardiens de buts
Au terme du championnat, les gardiens de buts (en nombre d'arrêts) sont :
| #  | Joueur          | Club                 | Arrêts / Tirs | % Arr.  | MJ | APM   | Ch.       | 7m      |
| -- | --------------- | -------------------- | ------------- | ------- | -- | ----- | --------- | ------- |
| 1  | Yann Genty      | Chambéry SMB HB      | 320 / 855     | 37,43 % | 26 | 12,31 | 309 / 807 | 11 / 48 |
| 2  | Rémi Desbonnet  | USAM Nîmes Gard      | 266 / 856     | 31,07 % | 26 | 10,23 | 235 / 745 | 12 / 67 |
| 3  | Robin Cantegrel | Pontault-Combault    | 242 / 736     | 32,88 % | 23 | 10,52 | 228 / 687 | 14 / 49 |
| 4  | Mihai Popescu   | Saint-Raphaël VHB    | 229 / 706     | 32,44 % | 24 | 9,54  | 224 / 664 | 5 / 42  |
| 5  | Mate Šunjić     | US Ivry              | 225 / 748     | 30,08 % | 26 | 8,65  | 213 / 684 | 12 / 64 |
| 6  | Wesley Pardin   | Pays d'Aix UC        | 210 / 628     | 33,44 % | 26 | 8,08  | 195 / 563 | 15 / 65 |
| 7  | Vincent Gérard  | Montpellier Handball | 210 / 659     | 31,87 % | 25 | 8,40  | 200 / 598 | 10 / 61 |
| 8  | Robin Capelle   | Istres Provence HB   | 192 / 679     | 28,28 % | 22 | 8,73  | 177 / 631 | 15 / 48 |
| 9  | Yassine Idrissi | Fenix Toulouse       | 189 / 599     | 31,55 % | 21 | 9,00  | 174 / 551 | 15 / 48 |
| 10 | Thierry Omeyer  | Paris Saint-Germain  | 175 / 511     | 34,25 % | 24 | 7,29  | 162 / 452 | 13 / 59 |

## Bilan de la saison
| Tableau d'honneur de la saison 2018-2019 |                            |                                  |
| Compétition                              | Vainqueur                  | Commentaire                      |
| Championnat de France                    | Paris Saint-Germain        | 6e victoire                      |
| Trophée des champions                    | Montpellier Handball       | 3e victoire                      |
| Coupe de la Ligue                        | Paris Saint-Germain        | 3e victoire                      |
| Coupe de France                          | Chambéry Savoie Mont Blanc | 1re victoire                     |
| Bilan en coupes d'Europe 2018-2019       |                            |                                  |
| Compétition                              | Qualifiés                  | Commentaire                      |
| Ligue des champions, poule haute         | Paris Saint-Germain        | éliminé en 1/4 de finale         |
| Ligue des champions, poule haute         | HBC Nantes                 | éliminé en 1/4 de finale         |
| Ligue des champions, poule haute         | Montpellier Handball       | éliminé en phase de poules       |
| Coupe de l'EHF                           | St-Raphaël VHB             | éliminé en 1/4 de finale         |
| Coupe de l'EHF                           | Pays d'Aix UCH             | éliminé au (3e tour)             |
| Qualifications européennes 2019-2020     |                            |                                  |
| Compétition                              | Qualifiés                  | Commentaire                      |
| Ligue des champions                      | Paris Saint-Germain        | Champion de France               |
| Ligue des champions                      | Montpellier Handball       | Vice-champion de France (invité) |
| Coupe de l'EHF                           | Chambéry Savoie Mont Blanc | Vainqueur de la Coupe de France  |
| Coupe de l'EHF                           | HBC Nantes                 | Quatrième du championnat         |
| Coupe de l'EHF                           | USAM Nîmes Gard            | Cinquième du championnat         |
| Coupe de l'EHF                           | Pays d'Aix UC              | Sixième du championnat (invité)  |
| Promotions et relégations                |                            |                                  |
| Relégués en Division 2                   | Cesson Rennes MHB          | Après 10 saisons en D1           |
| Relégués en Division 2                   | Pontault-Combault Handball | Après 1 saison en D1             |
| Promu : Premier de la saison régulière   | C' Chartres MHB            | Après 3 saison(s) en D2          |
| Promu : Finaliste de la phase finale     | US Créteil                 | Après 2 saison(s) en D2          |

Pour les coupes d'Europe, le Paris Saint-Germain a obtenu la seule place directement qualificative pour Ligue des champions où le Montpellier Handball a été retenu sur dossier. En revanche, le HBC Nantes, malgré des prestations convaincantes ces dernières saisons, doit se contenter de la Coupe de l'EHF, en compagnie du Chambéry Savoie Mont Blanc et de l'USAM Nîmes Gard ainsi que du Pays d'Aix UC, retenu sur dossier.
Cette fin de saison est également marquée par la retraite sportive d'un certain nombre de joueurs emblématiques du championnat, que ce soit par leur durée dans un club ou leur palmarès : Théo Derot (à seulement 27 ans), Benoît Doré (après 15 saisons à Cesson), Rémy Gervélas (après 15 saisons à Ivry), Guillaume Joli, Arnaud Siffert ou encore Thierry Omeyer qui met un terme à sa carrière après son dixième titre de champion de France, le 59e et dernier titre de sa longue carrière,